# 누범
누범(累犯, 영어: recidivism)은 금고 이상에 처하게 된 자가 그 집행이 종료되거나, 집행이 면제된 날로부터 3년 이내에 다시 금고 이상의 형에 해당하는 죄를 범하는 것을 말한다(형법 제35조).
누범에 대하여는 형이 가중되어(누범가중) 그 죄에 대하여 정한 형의 장기의 2배까지 가중한다. 예를 들면 통상의 절도라면 6년 이하의 징역이지만, 그것이 누범의 요건에 해당되었다면 12년 이하의 징역이 된다는 것이다. 이와 같이 누범의 형이 가중되는 것은 이미 형에 처하게 된 자가 개심하지 아니하고 또 범행을 거듭하였다는 점이 중한 비난의 대상이 됨과 동시에 이러한 행위자는 특히 강한 반사회적 위험성을 지니고 있기 때문이다. 한편 판결선고후 누범인 것이 발각된 때에는 그 선고한 형을 통산하여 다시 형을 정할 수 있다(단, 선고한 형의 집행을 종료하거나 면제된 후는 제외)(제36조).

## 누범 판단기준

### 집행 종료일
집행 종료일이란 만기출소한 날, 가석방 기일이 경과한 날 등 형의 집행이 끝난 날로 집행유예기간 중이나 가석방기간 중의 재범은 아직 집행이 종료되지 않은 상태에서의 재범이므로 누범이 아니다,

## 판례
- 잔형기간경과전인 가석방기간중에 범행을 저질렀다면 이를 형법 35조에서 말하는 형집행종료후에 죄를 범한 경우에 해당한다고 볼 수 없으므로 여기에 누범가중을 할 수 없다[1].
- 금고 이상의 형을 받고 그 형의 집행유예기간 중에 금고 이상에 해당하는 죄를 범하였다면 누범으로 처벌할 수 없다[2]
- 포괄일죄의 일부 범행이 누범기간 내에 이루어진 이상 나머지 범행이 누범기간 경과 후에 이루어졌더라도 그 범행 전부가 누범에 해당한다고 보아야 한다.[3]
- 구성요건상 상습범에 해당하는 경우라도 누범가중을 할 수 있다.[4]
- 금고 이상의 형을 받고 그 형의 집행유예기간 중에 금고 이상에 해당하는 죄를 범하였다 하더라도 누범에 해당하지 아니한다.[5]
- 법정형 중 벌금형을 선택한 경우에는 누범가중을 할 수 없다.[6]
- 상습범 중 일부 행위가 누범기간 내에 이루어지고 나머지 행위가 누범기간 경과 후에 이루어진 경우 행위 전부가 누범관계에 누범관계에 있다[7]
- 다시 금고 이상에 해당하는 죄를 범하였는지 여부는 그 범죄의 실행행위를 하였는지 여부를 기준으로 결정하여야 하므로 3년의 기간 내에 실행의 착수가 있으면 족하고, 그 기간 내에 기수에까지 이르러야 되는 것은 아니다.[8]
- 형법 제35조가 누범에 해당하는 전과사실과 새로이 범한 범죄 사이에 일정한 상관관계가 있다고 인정되는 경우에 한하여 적용되는 것으로 제한하여 해석하여야 할 아무런 이유나 근거가 없다[9]

## 참고문헌
- 박강우,毕,and 成(Bi Cheong). "한ㆍ중 양국 누범제도의 비교법적 고찰." 형사법의 신동향 0.43 (2014): 335-364.
- 김정환. "형법상 누범규정에 대한 특별관계로서 특별법상 누범규정의 해석." 형사법연구 26.3 (2014): 93-118.
- 장영민. "누범에 관한 연구." 서울: 한국형사정책연구원, 1994.
- 이보영,and 송경석. "누범가중처벌은 책임원칙에 반하는지 여부." 법학연구 44.- (2011): 265-288.
- 김대성. "누범 규정에 대한 비판적 고찰." 법학논문집 40.1 (2016): 181-204.
- 문창위. "누범, 내지 상습범에 대한 형벌 가중체계의 위헌성에 관한 연구 - 도로교통법 제148조의2 제1항 위헌결정을 중심으로." 형사법연구 34.3 (2022): 139-160.

## 같이 보기
- 수감
- 연쇄살인범
- 탐닉